# HMS Wanderer (D74)
«Вандерер» (D74) (англ. HMS Wanderer (D74) — військовий корабель, ескадрений міноносець «Модифікований Адміралті» типу «W» Королівського військово-морського флоту Великої Британії за часів Другої світової війни.
«Вандерер» був закладений 7 серпня 1918 року на верфі компанії Fairfield Shipbuilding and Engineering Company у Глазго. 1 травня 1919 року він був спущений на воду, а 18 вересня 1919 року увійшов до складу Королівських ВМС Великої Британії.
Корабель брав участь у бойових діях на морі в Другій світовій війні, бився в Атлантиці, в Арктиці, на Середземному морі, супроводжував конвої, підтримував висадку морських десантів на Сицилію, та в Нормандії. За час бойових дій есмінець «Вандерер» потопив у взаємодії з іншими кораблями Королівського флоту п'ять німецьких підводних човнів: U-147, U-401, U-523, U-377, U-390.
За проявлену мужність та стійкість у боях бойовий корабель заохочений шістьма бойовими відзнаками.

## Історія служби
4 вересня 1939 року, наступного дня після вступу Великої Британії у війну, лінійні кораблі «Роял Оак» та «Роял Соверін» вийшли у супроводі есмінців «Броук», «Вондерер» та «Вайтхолл» зі Скапа-Флоу на патрулювання до Оркнейських та Шетландських островів. У морі до них приєдналися ще три есмінці «Форсайт», «Форестер» та «Фьюрі». 6 вересня кораблі повернулися до ВМБ.
З початком вторгнення німецького Вермахту до Норвегії включений до складу сил, що діяли на цьому напрямку. Протягом квітня-травня вів інтенсивні бої проти німецьких окупантів. З 30 квітня допомагав в евакуації союзних військ з Ондалснеса.
2 червня 1941 року британські есмінець «Вандерер» та корвет «Перівінкл» потопили глибинними бомбами в Північній Атлантиці північно-західніше Ірландії німецький підводний човен U-147. Усі 26 членів екіпажу німецького човна загинули.
3 серпня 1941 року при супроводженні конвою SL 81 зі Сьєрра-Леоне до Британії, разом з есмінцем «Сент-Олбанс», корветом «Гортензія» затопили німецький U-401.
25 серпня 1943 року U-523 був потоплений західніше Віго глибинними бомбами британських есмінця «Вандерер» та корвета «Воллфлавер».
17 січня 1944 року німецький U-377 був затоплений у Північній Атлантиці південно-західніше Ірландії глибинними бомбами британських есмінця «Вандерер» та фрегату «Гленарм». Всі 52 члени екіпажу загинули.
5 липня «Вандерер» та фрегат «Таві» затопили у Ла-Манші глибинними бомбами німецьку субмарину U-390. Лише один член німецького екіпажу був врятований.